# Vera Ignatyjevna Muhina
Vera Ignatyjevna Muhina (Ве́ра Игна́тьевна Му́хина; Riga, 1889. július 1. – Moszkva, 1953. október 6.) szovjet-orosz festő, szobrász.

## Élete
Eleinte festeni tanult Moszkvában, majd Párizsban Émile Antoine Bourdelle-nél 1912–14 között. Hírnevet a szocialista realizmus szellemében készített szoborportrékkal és emlékművekkel szerzett. 1927-től a moszkvai művészeti akadémia tanára volt. Az állami díjat is elnyerte. Műveit a Állami Tretyjakov Galéria és a szentpétervári (korábban leningrádi) Orosz Múzeum őrzi.
Fő műve az 1937. évi Párizsban megrendezett világkiállítás szovjet pavilonjába szánt Munkás és kolhozparasztnő című műve. Az acélszobor súlya 185 tonna. A moszkvai kiállítási központ közelében áll. Képe a  Moszfilm Stúdió főcíméről szinte mindenki előtt ismert.
Muhina gyakran új anyagokkal, üveggel, acéllal is kísérletezett.
Jelentős művei továbbá:
- Makszim Gorkij (Moszkva, Gorkij tér)
- Csajkovszkij-emlékmű (Moszkva, Zenei Konzervatórium előtti tér)
- Partizánlány (Tretyjakov Galéria)

|  |  |